# In Through the Out Door
In Through the Out Door es el octavo álbum de estudio del grupo británico de rock Led Zeppelin, lanzado el 15 de agosto de 1979 por Swan Song Records.

## Detalles
El álbum fue nombrado de tal manera por el grupo a causa de sus recientes problemas, entre otros, la muerte del hijo de Robert Plant, Karac en 1977, y el auto-exilio de la banda por razones impositivas, por lo cual no pisaron suelo británico por dos años.
Este sería el último álbum de Led Zeppelin, debido a que se separaron el siguiente año, después de la muerte del baterista John Bonham.
El grupo comenzó a ensayar material en septiembre de 1978. Después de seis semanas, viajaron a los Polar Studios en Estocolmo (propiedad del grupo sueco ABBA) para comenzar a grabar.
En contraste con los álbumes anteriores de Led Zeppelin, In Through the Out Door presenta una influencia mucho mayor por parte del bajista y tecladista John Paul Jones y el vocalista Robert Plant, y relativamente menos del baterista John Bonham y el guitarrista Jimmy Page, quienes a menudo no se presentaban a tiempo en el estudio de grabación. Bonham estaba luchando contra el alcoholismo y Page estaba luchando contra la adicción a la heroína.

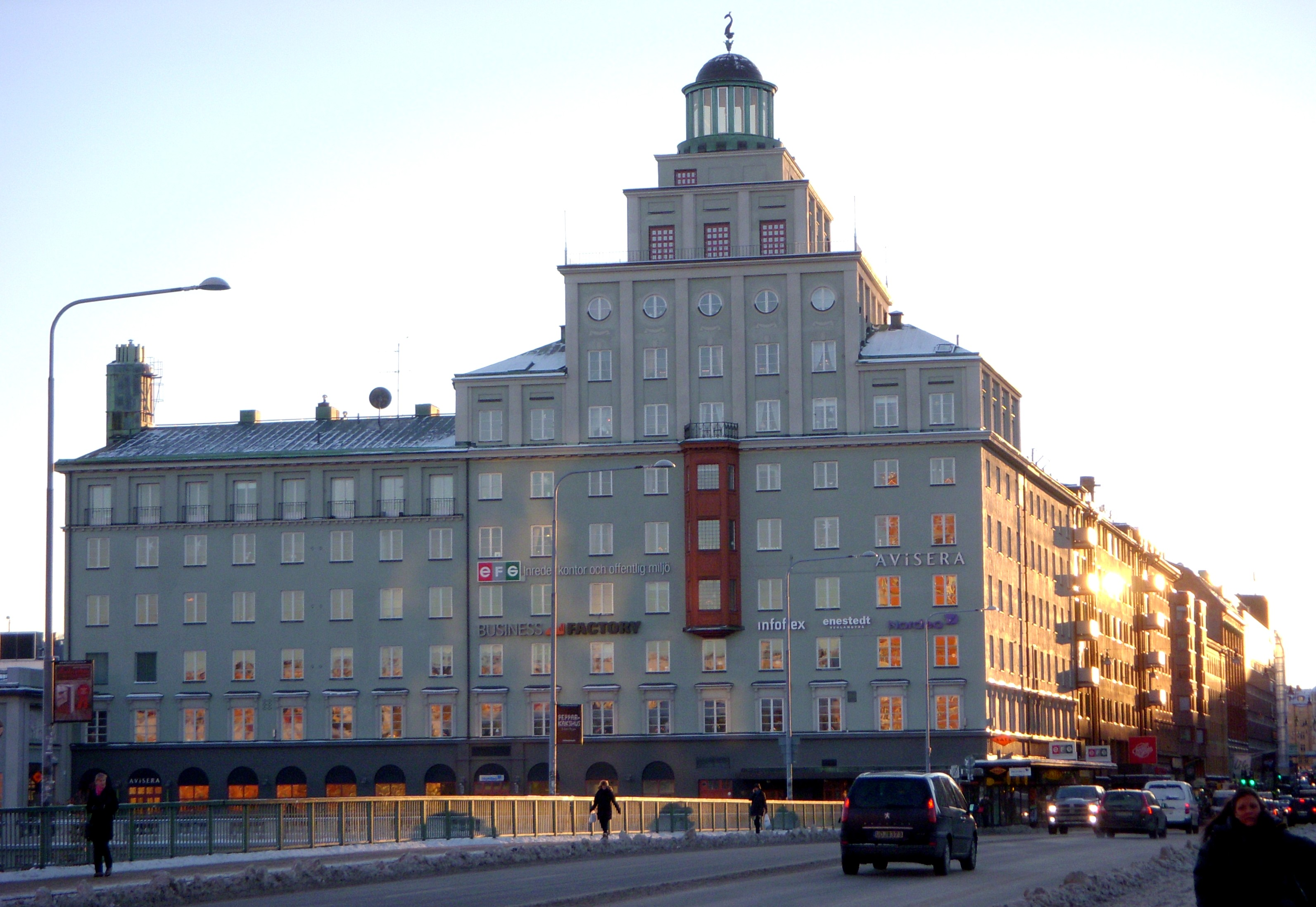
Fachada de los Polar Studios, Estocolmo

Dos canciones del álbum ("South Bound Saurez" y "All My Love"), fueron las únicas canciones en la historia del grupo en cuya composición no participó Page. Además, debido al problema de alcoholismo de Bonham, muchas de las canciones fueron grabadas con Robert Plant y John Paul Jones trabajando durante el día y agregándose las partes de Page y Bonham durante la noche. 
Para "All My Love", Bonham le pidió ayuda a Jeff Porcaro del grupo estadounidense Toto.

## Reedición de 2015
Una versión remasterizada de In Through the Out Door fue editada el 31 de julio de 2015, junto con una de Presence y una de Coda. La reedición viene en seis formatos: una edición estándar en CD, una edición de lujo de dos CD, una versión estándar de un LP, una versión de lujo de dos LP, una super de lujo de dos CD más la versión de dos LP con un libro de tapa dura de 80 páginas y como descargas digitales de alta resolución. Las ediciones de lujo y súper de lujo cuentan con material extra que contiene tomas alternativas y versiones de sus canciones de antes de ser lanzadas, las cuales son "Southbound Piano", "The Epic", "The Hook" y "Blot". La reedición fue lanzada con una versión en escala de grises de las ilustraciones del álbum original como portada de su disco extra. Además, en esta edición se incluye una réplica de la bolsa marrón y el dibujo lineal de color.

## Portada y arte integral
El LP original tenía una funda exterior de papel marrón que recordaba a las tapas de discos piratas con el título estampado en ellas, y el sobre interno presentaba imágenes en blanco y negro que si se mojaban, se coloreaban permanentemente. 
El álbum se editó con seis carátulas diferentes, incluyendo fotos distintas, aunque todas las imágenes representaban la misma escena en un bar (en la que un hombre despechado quema una carta), y cada foto fue tomada desde un ángulo diferente, como si fuese vista por alguien que aparecía en las otras fotos. 
La sesión de fotos en un estudio de Londres estaba destinada a parecerse a una recreación del bar Old Absinthe House, en Nueva Orleans.
La carátula del álbum fue diseñada por Storm Thorgerson de Hipgnosis.
En 1980, Hipgnosis fue nominada a un premio Grammy en la categoría de Mejor Carátula de Álbum por In Through the Out Door.

## Lista de canciones
| Lado A |                      |          |  |
| N.º    | Título               | Duración |  |
| 1.     | «In the Evening»     | 6:48     |  |
| 2.     | «South Bound Saurez» | 4:11     |  |
| 3.     | «Fool in the Rain»   | 6:08     |  |
| 4.     | «Hot Dog»            | 3:15     |  |

| Lado B |                   |          |  |
| N.º    | Título            | Duración |  |
| 1.     | «Carouselambra»   | 10:28    |  |
| 2.     | «All My Love»     | 5:51     |  |
| 3.     | «I'm Gonna Crawl» | 5:28     |  |

## Créditos
- Robert Plant - voz
- Jimmy Page - guitarra, producción
- John Paul Jones - bajo eléctrico, piano, sintetizador, teclados
- John Bonham - batería